# Praia de São Simão
Praia de São Simão é uma praia pertencente ao município de Mostardas, localizada no estado brasileiro de Rio Grande do Sul, distando 209km de Porto Alegre, a capital. No verão atrai gente de vários lugares como a da sede Mostardas, Canoas, e Porto Alegre. No inverno fica deserta pela grande ventania. Tem bailes no clube quase todos os fins de semana. Seu acesso se dá pela RS-040 e BR-101.